# نگارستان (بیجار)
نگارستان (بیجار)، روستایی از توابع بخش مرکزی شهرستان بیجار در استان کردستان ایران است.

## جمعیت
این روستا در دهستان خورخوره قرار دارد و براساس سرشماری مرکز آمار ایران در سال ۱۳۸۵، جمعیت آن ۸۸ نفر (۲۱خانوار) بوده‌است.
نگارستان یکی از روستاهای خوش آب هوا در بیجار می‌باشد.
از محصولات این روستا می‌توان به انگور، گندم، سیب، زردآلو اشاره کرد (گندم و انگور بیشتر است).
این روستا دارای دامداری و کشاورزی می‌باشد و روستایی با آب فراوان سرسبز است.